# Seute Deern (Schiff, 1919)
Die Seute Deern (niederdeutsch für Süßes Mädchen) – ursprünglich Elisabeth Bandi, später Bandi und Pieter Albrecht Koerts – war eine hölzerne Bark, die zuletzt als Museums- und Restaurantschiff in Bremerhaven lag. Das Schiff stand ab 2005 als Bestandteil der Gesamtanlage Deutsches Schifffahrtsmuseum unter Denkmalschutz. Am 31. August 2019 sank die Seute Deern im Alten Hafen. Nach Gutachtermeinung war dieses Unglück ein „konstruktiver Totalschaden“. Die Kosten für ein mögliches Abwracken wurden auf 2,5 Millionen Euro geschätzt. Seit November 2019 war vorgesehen, das Schiff zu rekonstruieren, aber ein im Oktober 2020 fertiggestelltes Gutachten befand dies als zu kostspielig. Im Frühjahr 2021 wurde es letztendlich abgewrackt.

## Geschichte

### Fertigung und Dienst
1919 lief das Schiff auf der Gulfport Schiffswerft im US-Bundesstaat Mississippi als Viermast-Gaffelschoner Elisabeth Bandi vom Stapel. Es war aus frischem Holz der Sumpf-Kiefer in Kraweelbauweise ohne Kupferbeschlag („Wurmhaut“) zusammengefügt, was in der Folgezeit zu extremen Problemen führte. Das Schiff war durch Verziehen des Rumpfes und Schiffsbohrwurmfraß dauernd undicht und musste stetig gelenzt sowie nach jeder Fahrt repariert werden. 1925 kam es durch Verkauf zu Walter E. Reid nach Bath in Maine. Das Schiff transportierte Holz unter US-amerikanischer Flagge, bevor es 1931 nach Europa an den finnischen Reeder William Uskanen aus Sotkoma verkauft wurde, der es nun als Bandi ebenfalls im Holzhandel zwischen Finnland, Dänemark und England einsetzte. Das kühle und salzarme Ostseewasser stoppte den Wurm- und Muschelfraß, so dass das Lenzen des Schiffes sich deutlich reduzierte (Holzschiffe mussten stets gelenzt werden). 1935 kam die Bandi an einen neuen Eigner, der das Schiff jedoch an die Maklerfirma Yrjänen & Kumpp, Rauma, zur Befrachtung überließ.
Nach drei Jahren fand man keine ausreichende Ladung für den Segler mehr und verkaufte ihn am 7. November 1938 für 26.500 Reichsmark an den Hamburger Reeder John T. Essberger. Er ließ das Holzschiff bei Blohm + Voss in Hamburg überholen und zu einer Bark mit Stahl-Rigg umbauen. Es entstand in halbjähriger Arbeit (16. Dezember 1938 – 15. Juni 1939) ein runderneuertes Schiff. Eine auffällige Neuerung an der Bark war eine überlebensgroße Galionsfigur – eine „Seute Deern“, die den Vorsteven schmückte und der Bark den Namen Seute Deern gab. Bis zum Ende des Zweiten Weltkrieges, den die Bark durch umsichtige Kapitäne überdauerte, wurde sie in der Ostsee und angrenzenden Gewässern als frachtfahrendes Ausbildungsschiff eingesetzt. Zu Kriegsende lag sie in Lübeck.
Nach dem Krieg wurde die Bark im Juni 1946 mit Schlepperhilfe nach Travemünde zur Schlichting-Werft zwecks Umbaus zu einem Hotelschiff gebracht. 1947 kam die Seute Deern im Schlepp nach Hamburg und lag als Hotel- und Restaurantschiff im Hafen am Liegeplatz der alten Fähre VII. Wegen steigender Unrentabilität verkaufte die Reederei Essberger 1954 die Seute Deern für 40.000 Mark in die Niederlande an Albert Jan Koerts, einen Amerikaner niederländischer Herkunft. Er stiftete sie als schwimmende Jugendherberge seiner Heimatstadt Delfzijl unter dem Namen seines Vaters Pieter A. Koerts (Pieter-A.-Koerts-Stiftung). Nach weiteren zehn Jahren wurde das Schiff wegen der hohen Unterhaltskosten erneut unrentabel und kam durch Verkauf für 33.440 Mark wieder nach Deutschland. Neue Eignerin wurde 1964 die Emder Gastwirtin Erna Hardisty, neuer Heimathafen Emden. Das Schiff erhielt wieder seinen vorigen Namen Seute Deern. Erhebliche Ausbauarbeiten zum Gaststättenschiff standen an, zudem sank das wieder undichte Holzschiff an seinem Liegeplatz, womit alle Pläne zunichte wurden. So wurde es 1965 an den Kaufmann Hans Richartz aus Helgoland für nunmehr 61.000 Mark verkauft. Richartz gelang es, nach Heben des Schiffes den Ausbau der Bark auf der Schröder-Werft in Emden nach eigenen Plänen zu einer schwimmenden Gaststätte zu gestalten. Am 22. Juni 1966 wurde die Bark zu ihrem neuen Liegeplatz im Alten Hafen von Bremerhaven verholt.

### Ausstellungsstück
1972 erhielt das Deutsche Schiffahrtsmuseum Bremerhaven die Bark als Gründungsgeschenk von der Stadt Bremerhaven. Beide Städte des Landes, Bremerhaven und Bremen, ließen die Seute Deern erneut gründlich überholen. Damit reihte sie sich unter die weltweiten Museumsschiffe ein. Die Bark lag als Restaurant-, Museums- und Trauungsschiff in Bremerhaven vor dem Columbus-Center. Im Laufe der Zeit wurde sie zu einem Wahrzeichen der Stadt Bremerhaven.
Es mussten weitere und umfangreiche Arbeiten vorgenommen werden, um die Seute Deern zu erhalten. Zuletzt wurde das Schiff Anfang des 21. Jahrhunderts gedockt. In den 2010er-Jahren wurde deutlich, dass es umfassend restauriert werden musste, um erhalten werden zu können. So war der Rumpf leck. Das Schiff wurde nur mithilfe von Pumpen schwimmfähig gehalten, die täglich bis zu 150.000 l Wasser aus dem Rumpf pumpten.

### Havarie im Hafen

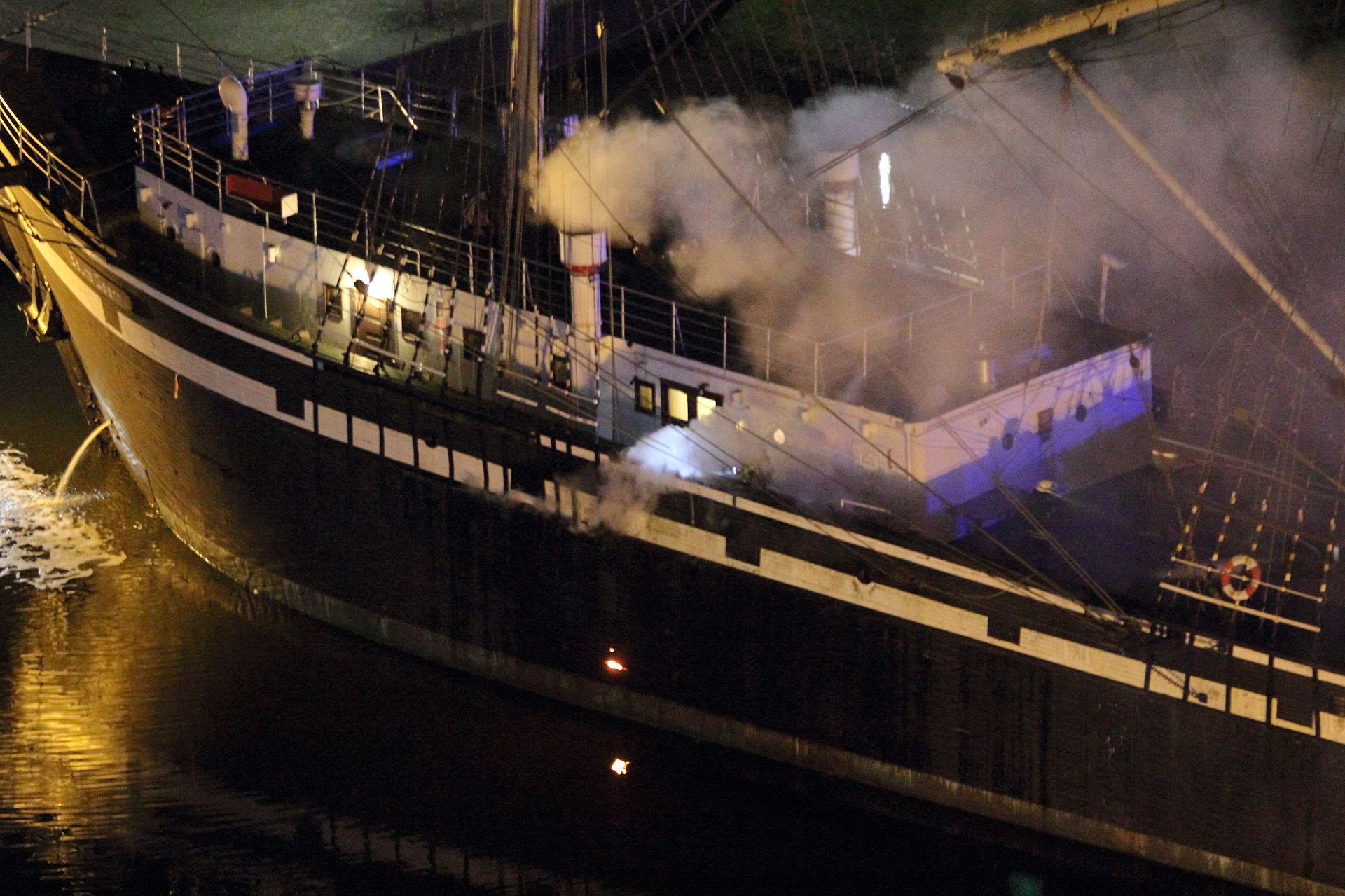
Die Seute Deern brennt (15. Februar 2019)

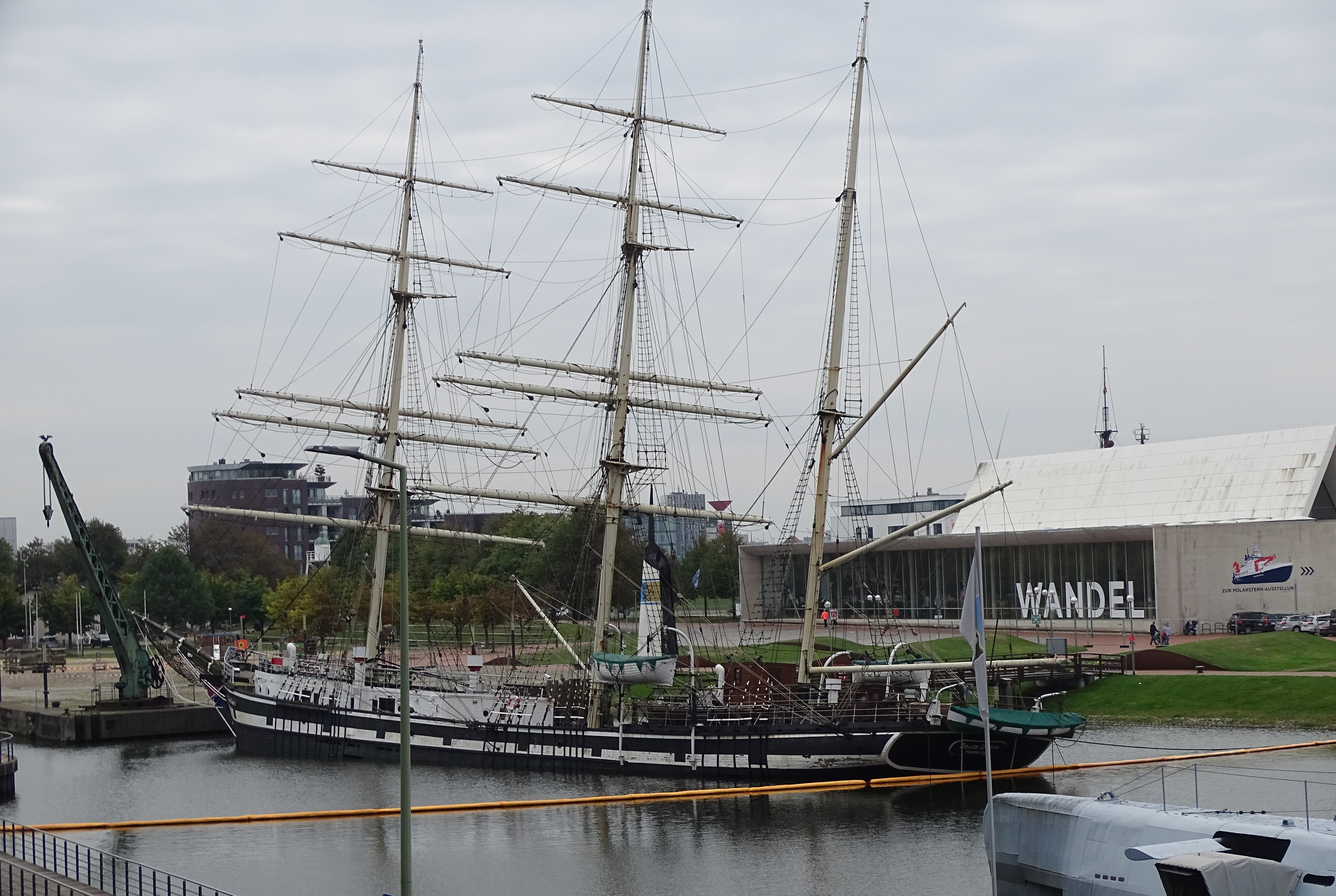
Auf Grund

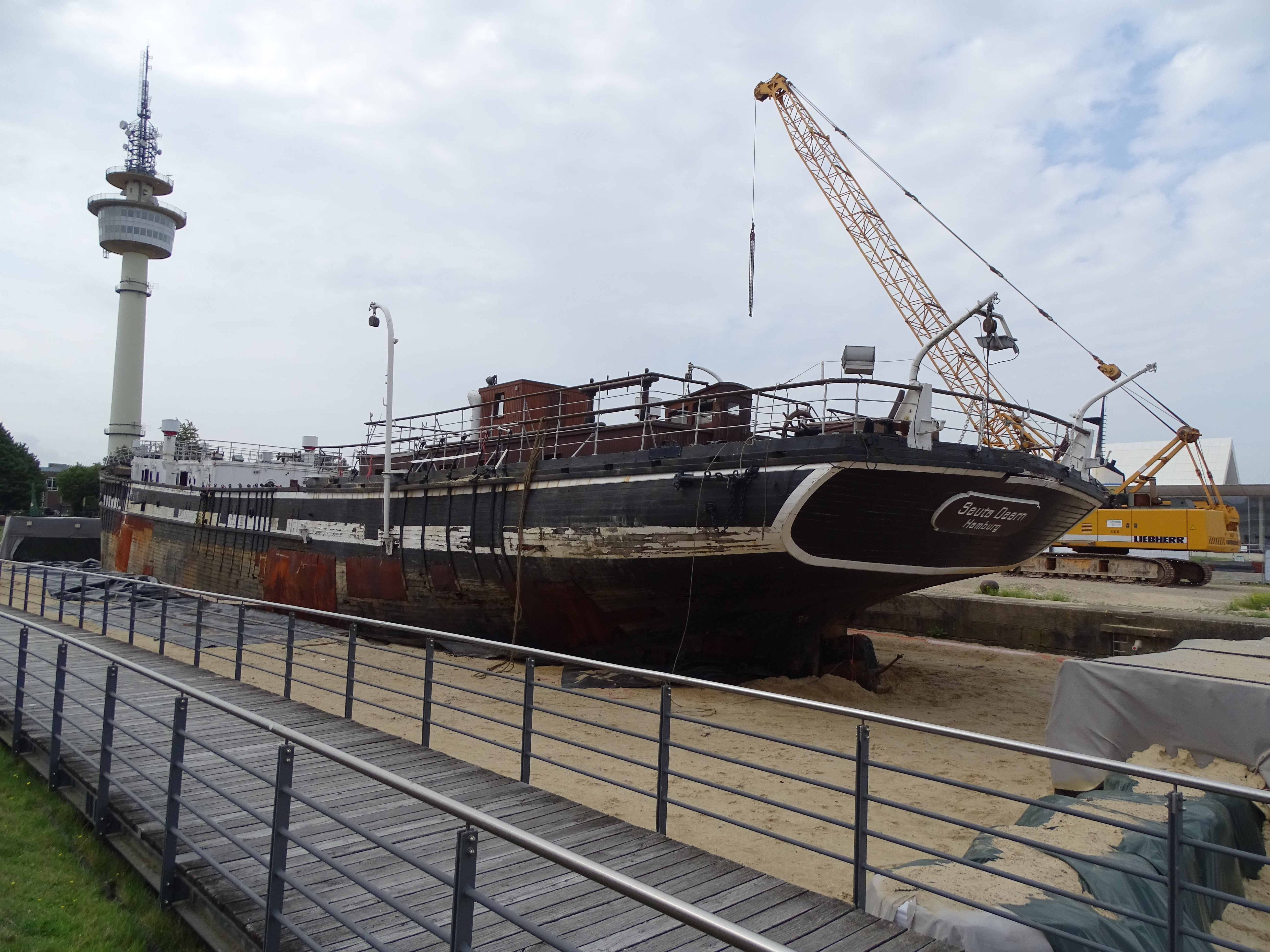
Trauriges Ende

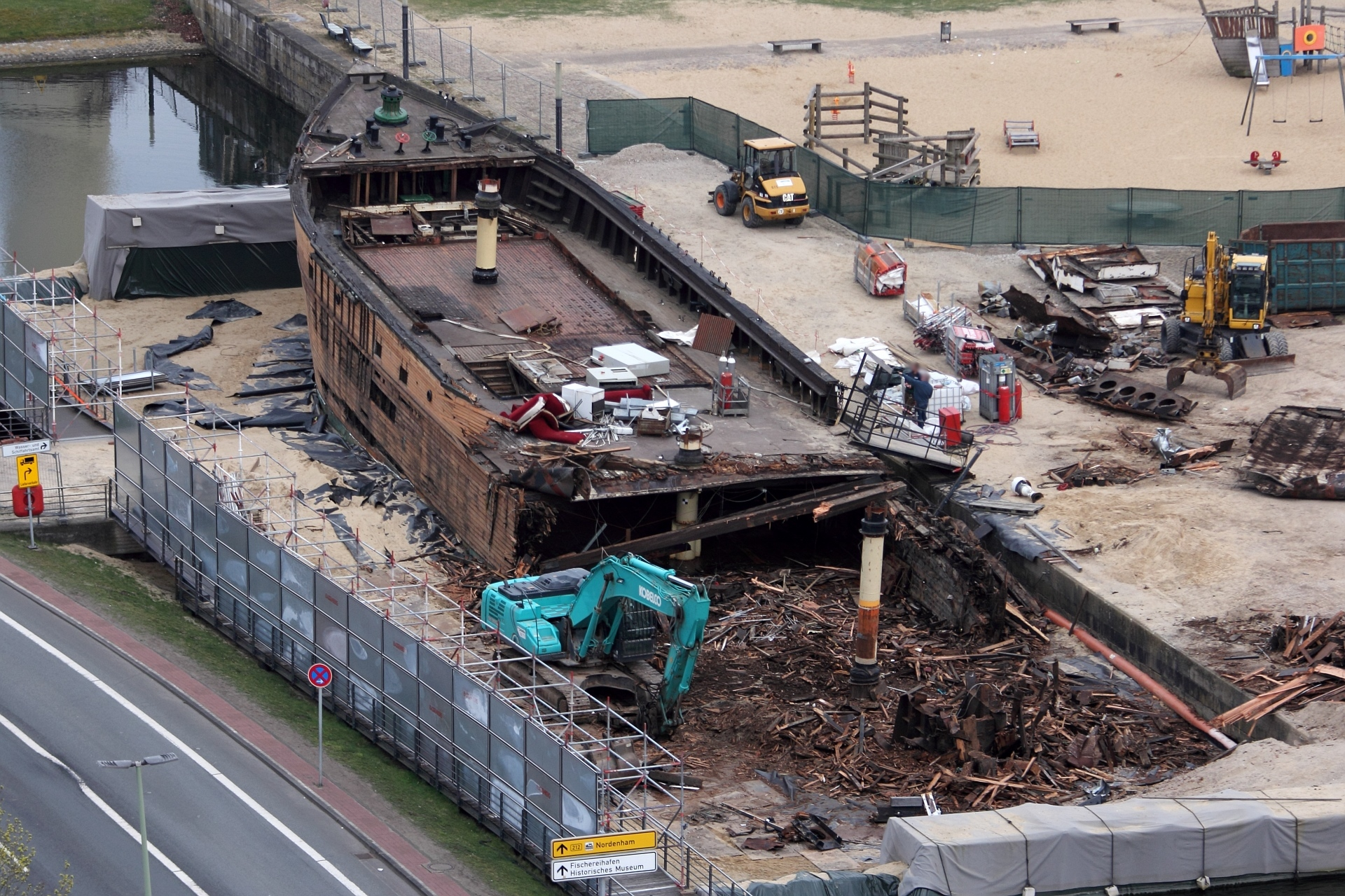
Die Seute Deern wird abgebrochen (19. April 2021)

Bei der letzten Instandsetzung 1978 hatte man es mit 600 Litern eindringendem Wasser pro Tag zu tun. Da Geld fehlte, wurde nur das Nötigste repariert. Später wurden sechs Pumpen eingebaut, die zuletzt 150 Kubikmeter Wasser pro Tag außenbords beförderten. Am 15. Februar 2019 geriet das Vorschiff zwischen Innen- und Außenverschalung unweit der Kombüse aus noch ungeklärter Ursache in Brand. Zur Feuerbekämpfung wurden über der Wasserlinie Planken entfernt. Nachdem alle sechs Pumpen ausgefallen waren, sank das Schiff am 30. August 2019 auf den Grund des Hafens. Ein aus Hafenschlick hafenseitig aufgeschütteter Damm verhinderte, dass das Schiff umkippte und auf die Columbusstraße fiel.
Nachdem Gutachter die Schäden analysiert hatten, entschloss der Stiftungsrat des Deutschen Schifffahrtsmuseums im Oktober 2019, dass die Seute Deern abgewrackt werden sollte. Die Schäden wurden als „konstruktiver Totalschaden“ bezeichnet. Das Abwracken selbst sollte im Hafen erfolgen, da selbst ein Transport in eine Werft nicht mehr möglich erschien. Ende März 2020 wurde das Schiff zum Abwracken in den Hafen geschleppt.
Die Kosten für das Abwracken der Seute Deern werden mit drei Millionen Euro beziffert. Rechnet man die Bergungs- und Sicherungskosten nach der Havarie hinzu, wird die Entsorgung des Museumsschiffes insgesamt etwa fünf Millionen Euro kosten.
Im November 2019 beschloss der Haushaltsausschuss des Bundestages, Bundesmittel in Höhe von 47 Millionen Euro für die Rekonstruktion des Schiffes bereitzustellen. Anfang 2020 begann das Abwracken des Schiffes, am 12. März 2021 die Zerlegung des Rumpfs. Einige historisch wertvolle Teile des Schiffs bleiben erhalten.
Ein vom Bremerhavener Magistrat in Auftrag gegebenes und am 2. Oktober 2020 vorgestelltes Gutachten kam zu dem Schluss, dass ein hölzerner Nachbau der Seute Deern aus Kostengründen nicht realisierbar ist. Stattdessen schlug der Gutachter Torsten Conradi vor, einen historischen Frachtsegler aus Stahl nachzubauen. Als Vorbild hierfür nannte er die 1888 vom Stapel gelaufene Najade, die als erstes in Deutschland gebautes Vollschiff aus Stahl den seinerzeit hohen Stand der Technologie der Geestemünder Werft Joh. C. Tecklenborg verdeutlicht. Der Nachbau soll etwa 34,4 Millionen Euro kosten. Eine Entscheidung über eine Realisierung des Vorschlags steht aus. Der Bundesrechnungshof kritisierte das Vorhaben.

## Schiffsdaten
In eckigen Klammern als Schoner

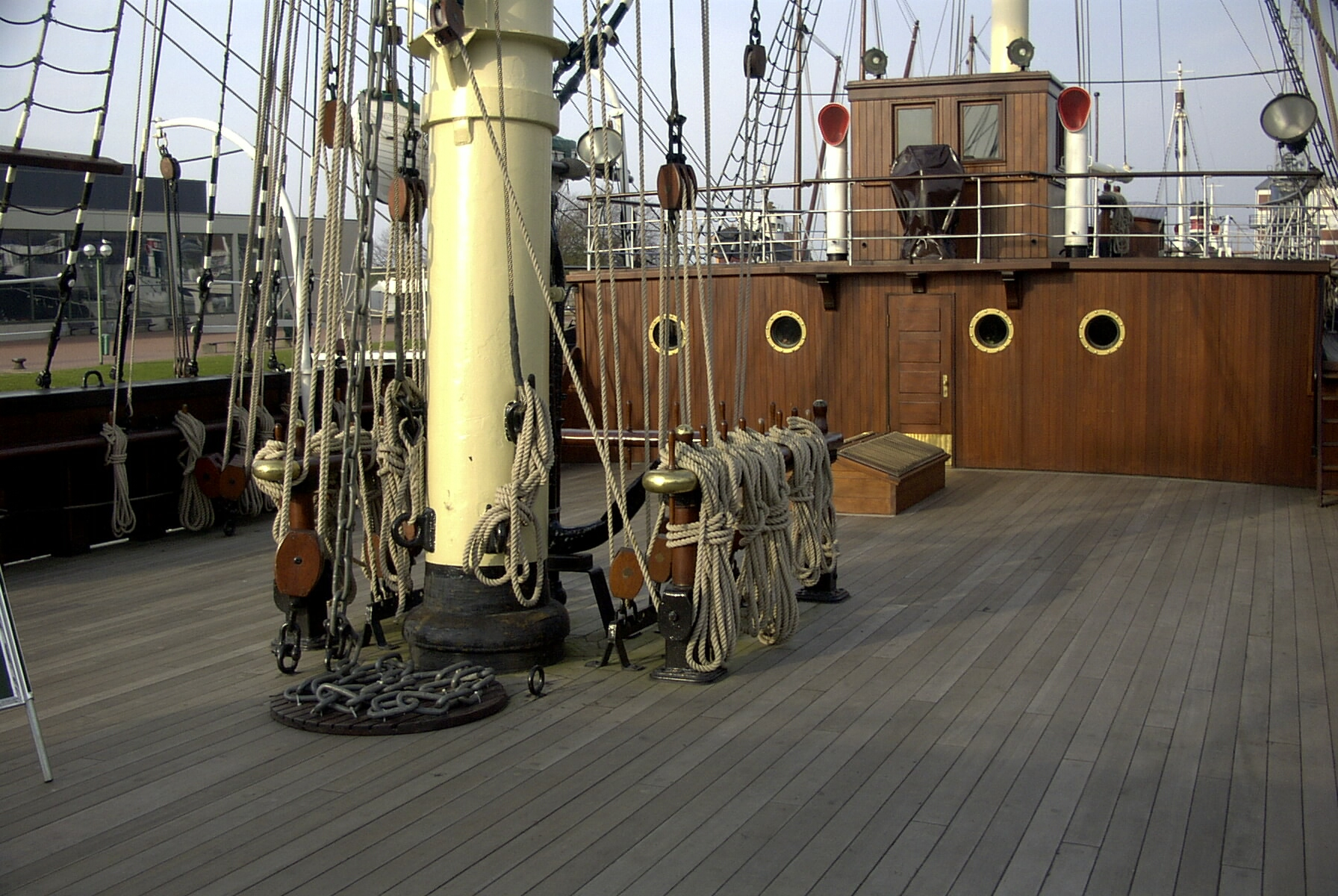
Oberdeck mit Großmast und Steuerhaus

- Konstruktion: Holz-Rumpf als Glattdecker in Kraweel, Masten mit Stenge; nach Umbau zur Bark: Stahlmasten, Rahmasten mit Mars- und Bramstenge
- Rigg: Standardrigg Viermastgaffelschoner mit Stag- und Gaffeltoppsegeln; nach Umbau Standardrigg Bark, doppelte Mars-, einfache Bramrahen, Royals; Besanmast mit Stenge und 2 Gaffeln
- Mastfolge: als Bark: Fock-, Groß- und Besanmast; als Viermastschoner: Fock-, Groß-, Kreuz- und Besanmast (dt. Standardbenennung)
- Anzahl der Decks: zwei durchgehende Holzdecks als Schoner
- Jungfernfahrt: 1919 nach Philadelphia
- Reederei: Marine Coal Company, New Orleans (Louisiana, USA)
- weitere Reedereien: 1925 Walter E. Reid, 1931 William Uskanen, 1935 Yrjänen & Kumpp (Laiva Bandi), 1938 John T. Essberger, 1954 Stichting Pieter Albrecht Koerts, 1964 Erna Hardisty, 1965 Hans Richartz, 1972 Deutsches Schifffahrtsmuseum Bremerhaven
- Heimathafen: New Orleans, Bath; Sotkoma, Rauma; Hamburg; Delfzijl; Emden, Bremerhaven
- Galionsfigur: zunächst keine (als Schoner); Frauenfigur mit Kopftuch („Seute Deern“) seit Umbau zur Bark Seute Deern
- Raumtiefe: 4,56 m [4,60 m]
- Segelfläche: 1418 m² (23 Segel: 10 Rah-, 4 Vor-, 6 Stagsegel, 2 Besane, 1 Gaffeltoppsegel); [1107 m² (15 Segel: 4 Gaffel-, 4 Gaffeltopp-, 4 Vor-, 3 Stagsegel)]
- Hilfsantrieb: keiner
- Besonderheiten: Restaurant- und Museumsschiff

## Galionsfigur
Ein auffälliges Detail der Seute Deern, die Galionsfigur der Bark, ist auf einer Briefmarke der Serie Sehenswürdigkeiten erschienen. Die Dauerbriefmarke Seute Deern Bremerhaven wurde am 6. März 2003, den das Deutsche Schifffahrtsmuseum zum „Tag der Museumsschiffe“ erklärt hatte, zur Ausgabe freigegeben. Der Wert der Briefmarke beträgt 2,60 Euro.

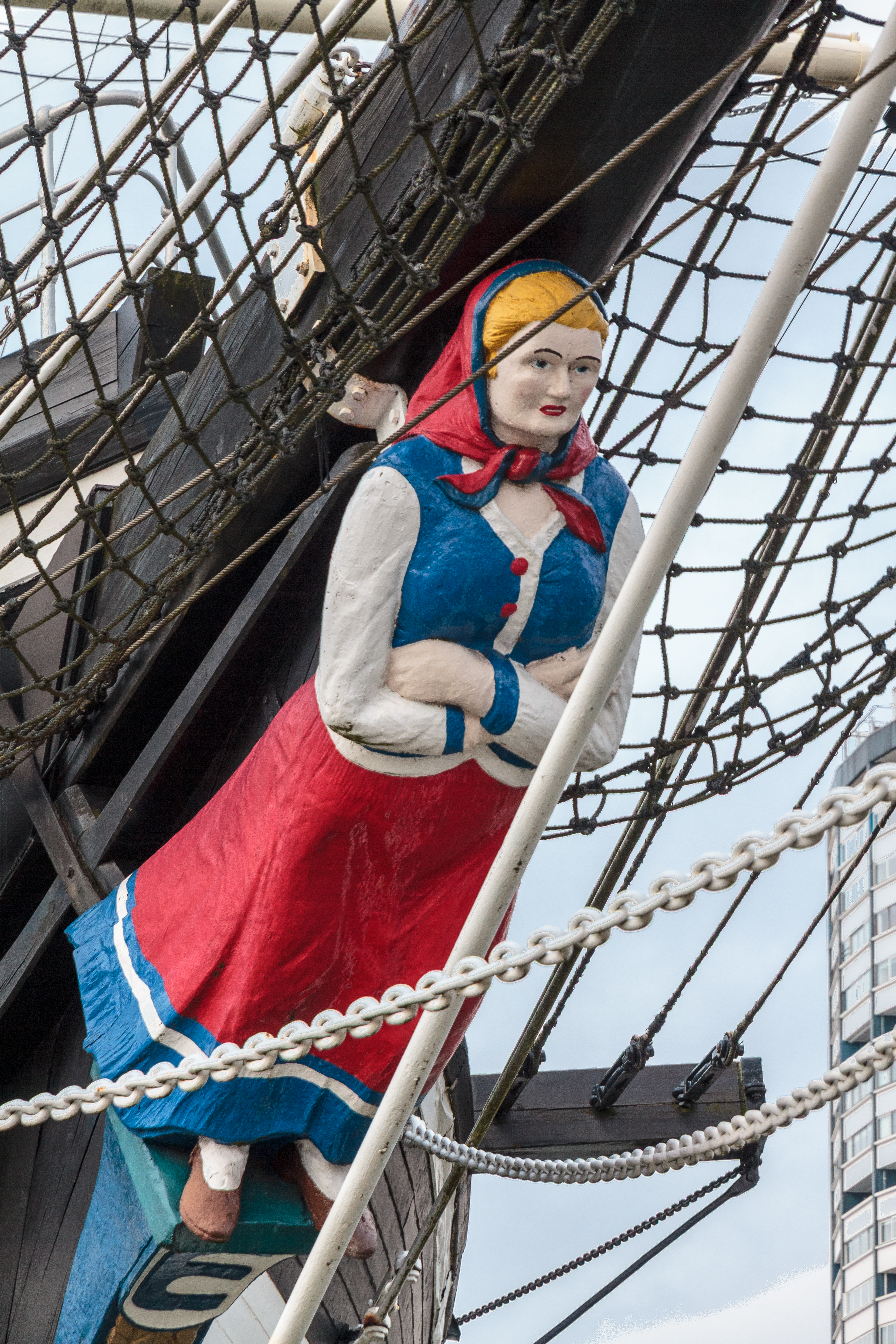
Galionsfigur